# Vinburnina
La vinburnina è un derivato semisintetico degli alcaloidi della Vinca minor. Rappresenta un metabolita della vincamina.

## Farmacocinetica
Dopo somministrazione orale il farmaco viene ben assorbito e il picco plasmatico è ottenuto entro 130 minuti. La biodisponibilità è pari a circa il 50%. Il farmaco viene metabolizzato principalmente a livello epatico con formazione di 6a-idrossivinburnina. L'emivita della vinburnina, somministrata per via orale, è di circa 100-160 minuti (quella del metabolita è di 140-180 minuti), mentre dopo perfusione endovenosa è di 87 minuti. L'eliminazione del farmaco avviene essenzialmente per via biliare. La clearance totale è di 1,47 l/min. 
La DL50 nel ratto è di 77,4 mg/kg per via endovenosa, superiore a 2000 mg/kg per via orale e di 270 mg/kg per via intraperitoneale.
La vinburmina viene somministrata mediante perfusione endovenosa o per via intramuscolare alla dose di 20-40 mg al giorno. Per via orale il farmaco viene somministrato alla dose di 60-120 mg al giorno in corrispondenza dell'inizio del pasto.

## Farmacodinamica
Da studi condotti sugli animali e da studi clinici effettuati sull'uomo risulta che il farmaco possiede molteplici attività, agendo su diversi livelli: aumenta la pressione parziale dell'ossigeno del 10-15% senza modificare i parametri ventilatori e incrementando in questo modo gli scambi a livello alveolo-capillare; a livello eritrocitario aumenta la produzione energetica (ATP) migliorando la deformabilità degli eritrociti e stimola il sistema 2,3-difosfoglicerato intraeritrocitario aumentando la dissociazione dell'ossiemoglobina. A livello circolatorio migliora la fluidità sanguigna e riduce il processo di aggregazione piastrinica. 
Il farmaco agisce sul metabolismo neuronale aumentando la glicolisi aerobica, come dimostrato dall'aumento della differenza artero-venosa di ossigeno e dalla diminuzione del rapporto lattato/piruvato. Favorirebbe la ridistribuzione del flusso sanguigno verso le zone ischemiche.

## Impiego clinico
La vinburnina viene impiegata per correggere l'insufficienza circolatoria cerebrale e per ottenere il miglioramento della sintomatologia dovuta a deficit intellettuale patologico nel soggetto anziano. 
In oftalmologia trova impiego nelle turbe retiniche di origine vascolare come maculopatie, sindromi da obliterazione venosa o arteriosa e corioretinopatie traumatiche. 
La vinburnina viene inoltre usata anche nel trattamento delle turbe cocleo-vestibolari di origine ischemica.

## Controindicazioni
Il farmaco è controindicato in caso di ipersensibilità nota, neoplasie cerebrali associate a ipertensione intracranica, insufficienza renale o epatica e gravidanza. Non si devono aggiungere altri farmaci alle soluzioni iniettabili di vinburnina. Nel corso di somministrazione endovenosa è necessario monitorare la funzionalità cardiaca.
La vinburnina in soluzione è incompatibile con soluzioni a pH superiore a 4,5.

## Effetti avversi
La somministrazione del farmaco può causare disturbi gastrici.